# Liste de jeux Atari Games
La liste de jeux Atari Games répertorie les jeux d’arcade, ainsi que les jeux vidéo d'arcade produits par Atari Games. Ces jeux ont été manufacturés de 1984 à 2001,. Les productions de jeux vidéo pour console de salon et pour ordinateur personnel sont estampillées « Tengen » et « Time Warner Interactive ».

## Jeu vidéo d'arcade
- 720° (1986)
- APB: All Points Bulletin (1987)
- Accelerator (prototype)
- Arcade Classics (1992, prototype)
- Area 51 (1995)
- Area 51: Site 4 (1998)
- Badlands (1989)
- Batman (1991)
- Beat Head (1993)
- Beavis And Butt-Head (1996)
- Blasteroids (1987)
- BMX Heat (1991)
- California Speed (1998)
- Championship Sprint (1986)
- COPS (1994)
- Cyberball (1988)
- Cyberball 2072 (1989)
- Cyberstorm (1993, prototype)
- Danger Express (prototype)
- E.T. (1984, prototype)
- Escape from the Planet Of The Robot Monsters (1989)
- Freeze (1996, prototype)
- Gauntlet (1985)
- Gauntlet II (1986)
- Gauntlet Legends (1998)
- Guardians Of the 'Hood (1992)
- Guts and Glory (prototype)
- Hard Drivin' (1989)
- Hard Drivin's Airborne (1993, prototype)
- Hot Rod Rebels (1993, prototype)
- Hydra (1990)
- Indiana Jones and the Temple of Doom (1985)
- KLAX (1989)
- Marble Madness (1984)
- Marble Man: Marble Madness II (1991, prototype)
- Maximum Force (1997)
- Metal Maniax (1994) (prototype)
- Moto Frenzy (1992)
- Off the Wall (1991)
- Paperboy (1984)
- Pit-Fighter (1990)
- Peter Pack Rat (1985)
- Primal Rage (1994)
- Primal Rage II (1996, prototype)
- Race Drivin' (1990)
- Race Drivin' Panorama (1991)
- Rampart (1990)
- Relief Pitcher (1992)
- RoadBlasters (1987)
- Road Burners (1999)
- Road Riot 4WD (1991)
- Road Riot's Revenge Rally (prototype)
- Road Runner (1985)
- RBI Baseball (1987)
- S.T.U.N. Runner (1989)
- San Francisco Rush: Extreme Racing (1996)
- San Francisco Rush 2049 (1999)
- San Francisco Rush: The Rock - Alcatraz Edition (1997)
- Shuuz (1990)
- Star Wars: The Empire Strikes Back (1985)
- Super Sprint (1986)
- Skull and Crossbones (1989)
- Space Lords (1992)
- Sparkz (1992, prototype)
- Steel Talons (1991)
- Street Drivin' (prototype)
- Super Sprint
- T-MEK (1994)
- Tenth Degree (1996)
- Tetris (1988)
- ThunderJaws (1990)
- The Last Starfighter (1984)
- Toobin' (1988)
- Tournament Cyberball 2072 (1989)
- Vapor TRX (1998)
- Vicious Circle (1996)
- Vindicators (1988)
- Vindicators Part II (1988)
- War Final Assault (1999)
- World Rally (1993)
- The NHLPA and NHL Present: Wayne Gretzky's 3D Hockey
- Xybots (1987)

## Jeu d'arcade
- Gumball Rally (1990)
- Hoop It Up World Tour (1995)
- Pot Shot (1988)
- 3-On-3 (1993)